# Heinsen
Heinsen là một đô thị trong huyện Holzminden, bang Niedersachsen, Đức. Đô thị Heinsen có diện tích 18,63 km², dân số thời điểm ngày 31 tháng 12 năm 2006 là 951 người.